# چلک (رشت)
چلک ، روستایی از توابع بخش کوچصفهان شهرستان رشت در استان گیلان ایران است.

## جمعیت
این روستا در دهستان لولمان قرار دارد و براساس سرشماری مرکز آمار ایران در سال ۱۳۸۵، جمعیت آن ۳۰۴ نفر (۹۱خانوار) بوده‌است.